# ايمانويل دوشمين
ايمانويل دوشمين (14 مارس 1979 بأميان في فرنسا - ) (بالفرنسية: Emmanuel Duchemin)‏ هو لاعب كرة قدم فرنسي في مركز الوسط. لعب مع نادي أميين ونادي نانسي.

## وصلات خارجية
- ايمانويل دوشمين على موقع رابطة كرة القدم الفرنسية للمحترفين (الإنجليزية)
- ايمانويل دوشمين على موقع قاعدة بيانات كرة القدم.إي يو (الإنجليزية)
- ايمانويل دوشمين على موقع ليكيب (الفرنسية)